# Digital Ash in a Digital Urn
Digital Ash in a Digital Urn ist ein Album der Band Bright Eyes. Es wurde im Januar 2005 zeitgleich mit I’m Wide Awake, It’s Morning, einem anderen Bright-Eyes-Album, veröffentlicht.
Aufgenommen wurde das Album im Februar 2004 in den Presto! Studios in Lincoln, Nebraska. Im Vergleich zum parallel erschienenen I’m Wide Awake, It’s Morning ist es deutlich elektronischer gehalten und dafür weniger von folkigen Elementen geprägt. Das Album ist somit eine Art Ausreißer in der Diskografie von Bright Eyes, da alle zuvor und danach veröffentlichten Alben eher den Genres Folk, Alternative Country oder Singer-Songwriter zugerechnet werden und wesentlich weniger elektronisch gehalten sind.
Als Gastmusiker sind unter anderem Nick Zinner von den Yeah Yeah Yeahs oder Jimmy Tamborello von The Postal Service auf dem Album zu hören (vergleiche Abschnitt beteiligte Musiker).

## Rezeption und Charts
Digital Ash in a Digital Urn wurde von den Kritikern sehr unterschiedlich aufgenommen. So gab etwa Allmusic mit 2 von 5 möglichen Punkten nur eine unterdurchschnittliche Wertung. Bei Pitchfork Media bekam das Album dagegen beispielsweise eine 7.2 von 10, was allerdings trotzdem noch eine schlechtere Wertung ist, als die 8.7 von 10, die I’m Wide Awake, It’s Morning erhielt. laut.de lobte das Album hingegen in den höchsten Tönen und gab volle 5 von 5 Punkten.
In den Charts stieg das Album bis auf Rang 15 der US-amerikanischen, Rang 30 der Deutschen sowie Rang 43 der britischen Albumcharts ein.
Die Singles Take It Easy (Love Nothing) und Lua (von I’m Wide Awake, It’s Morning) erreichten Platz 1 und 2 der Billboard Hot 100 Singles Sales Charts. Es war bis dato das letzte Mal, dass zwei Lieder eines Interpreten auf Rang 1 und 2 dieser Charts standen.

## Titelliste
1. Time Code – 4:28
2. Gold Mine Gutted – 3:56
3. Arc of Time (Time Code) – 3:54
4. Down in a Rabbit Hole – 4:33
5. Take It Easy (Love Nothing) – 3:20
6. Hit the Switch – 4:47
7. I Believe in Symmetry – 5:24
8. Devil in the Details – 4:06
9. Ship in a Bottle – 3:27
10. Light Pollution – 3:16
11. Theme from Pinata – 3:18
12. Easy/Lucky/Free – 5:31

## Beteiligte Musiker
Da Bright Eyes hauptsächlich das Projekt von Conor Oberst ist, wechselt die Besetzung der Mitmusiker oft von Album zu Album. Allerdings sind Mike Mogis und Nate Walcott im Laufe der Aufnahmen zu Vollmitgliedern der Band geworden.
- Clark Baechle – Schlagzeug (Titel 2, 9)
- Karen Becker – Cello (Titel 4, 7)
- Jason Boesel – Schlagzeug (Titel 2, 4–7, 9–12), Percussion (Titel 2, 4–7, 9–12)
- Donna Carnes – Violine (Titel 4, 7)
- Sabrina Duim Harfe (Titel 6, 8, 11)
- Thomas Kluge – Viola (Titel 4, 7)
- Jiha Lee – Flöte (Titel 6, 11)
- Clay Leverett – Gesang (Titel 12), Schlagzeug (Titel 6, 7, 12)
- Andy LeMaster – Gesang (Titel 2, 9, 12), Gitarre (Titel 6–9, 12), Bass (Titel 6–9, 12), Keyboard (Titel 6, 7), zusätzliches Programming (Titel 6)
- Mike Mogis – Gitarre (Titel 2–4, 6, 7, 10–12), Wurlitzer (Titel 1, 3, 10), Keyboard, Pauke (Titel 6), Glockenspiel (Titel 11), Theremin (Titel 2), Bariton (Titel 2, 9)
- Stella Mogis – Gesang (Titel 1, 9)
- Conor Oberst – Gesang, Gitarre (Titel 5–7, 9–11), Bass (Titel 4), Klavier (Titel 8), Wurlitzer (Titel 2, 4, 5), Keyboard (Titel 2, 4, 10, 12), Samples (Titel 1, 11), Bariton (Titel 3, 5)
- Kim Salistean – Violine (Titel 4, 7)
- Jimmy Tamborello – Programming (Titel 5)
- Maria Taylor – Gesang (Titel 4, 11, 12)
- Nate Walcott – Trompete (Titel 9), Streicher Arrangement (Titel 4, 7)
- Nick White – Keyboard (Titel 7, 9)
- Nick Zinner – Gitarre (Titel 4, 6–8, 12), Keyboard (Titel 4, 5)